# Nauru ai Giochi della XXXIII Olimpiade
Nauru ha partecipato ai Giochi della XXXIII Olimpiade che si sono svolti a Parigi, in Francia, dal 26 luglio all'11 agosto 2024. La delegazione era composta da un atleta uomo.

## Delegazione
| Sport            | Uomini | Donne | Totale |
| ---------------- | ------ | ----- | ------ |
| Atletica leggera | 1      | 0     | 1      |
| Totale           | 1      | 0     | 1      |

## Risultati

### Atletica leggera
| Q | Qualificato al turno successivo per la posizione in qualificazione                                                           |
| q | Qualificato per il turno successivo per ripescaggio o, negli eventi su campo, conquistando la misura minima per qualificarsi |

Maschile
Eventi su pista e strada
| Atleta          | Evento      | Preliminari | Preliminari | Batteria        | Batteria        | Semifinale      | Semifinale      | Finale          | Finale          |
| Atleta          | Evento      | Risultato   | Posizione   | Risultato       | Posizione       | Risultato       | Posizione       | Risultato       | Posizione       |
| --------------- | ----------- | ----------- | ----------- | --------------- | --------------- | --------------- | --------------- | --------------- | --------------- |
| Winzar Kakiouea | 100 m piani | 11"15       | 6°          | non qualificato | non qualificato | non qualificato | non qualificato | non qualificato | non qualificato |